# José Raón
José Raón y Gutiérrez (Calahorra, april 1703 - Manilla, juli 1770) was een Spaans militair en koloniaal bestuurder in de Filipijnen. Raón was van juli 1765 tot juli 1770 gouverneur-generaal van de Filipijnen.

## Biografie
José Raón werd geboren in Calahorra, waar hij op 29 april 1703 ook werd gedoopt. Hij maakte carrière als officier in het Spaanse leger en werkte zich op tot marical de campo (veldmaarschalk). In 1762 was Raón interim-gouverneur van Panama. Enkele jaren later volgde een benoeming tot de 44e gouverneur-generaal van de Filipijnen, waar hij in juli 1765 arriveerde en het bestuur overnam van Francisco Javíer de la Torre. 
Raón staat bekend om zijn vervolging van de Chinezen en de Moros. In zijn termijn als gouverneur-generaal werden de eerste munten, de zogenaamde barillas, geslagen in de kolonie. Ook verbande Raón na een koninklijk decreet van Karel III van Spanje de jezuiëten in 1768 uit de Filipijnen. Datzelfde jaar bracht hij ook nieuwe richtlijnen voor goed bestuur uit, waarmee hij vorige richtlijnen van Pedro Manuel de Arandía Santisteban herzag.
Raón was getrouwd met Teresa Cejudo en kreeg met haar twee zonen en een dochter